# Duque (novela)
Duque es una novela de 1934 escrita por José Diez Canseco Pereyra (1904-1949). Es considerada la primera novela que aborda la temática gay en la historia literaria del Perú.

## Historia
Escrita entre 1928 y 1929, fue publicada en 1934 en Santiago de Chile por la editorial Ercilla y con prólogo de Luis Alberto Sánchez.
La novela ha tenido seis reediciones, la última en 2021 en España por la editorial feminista Gafas Moradas, que también publicó una nueva edición de Confesiones de Dorish Dam, novela de 1929 escrita por Delia Colmenares Herrera y considerada la novela fundacional lésbica de la literatura peruana.

## Argumento
Duque retrata la vida y costumbres de la clase alta limeña, llena de lujos, clubes, sirvientes, fiestas, alcohol, drogas, prostitución y más. El protagonista es Teddy Crownchield Soto Menor, un joven alto, delgado, de veinticinco años y heredero de una gran fortuna. Digno representante de la burguesía limeña, Teddy es un dandi, amante de la moda y del buen gusto, es hedonista y de una exuberante delicadeza. Su mayor preocupación era escoger la corbata adecuada entre las ciento catorce que tenía en el armario. Vuelve a Lima con su madre después de haber vivido por más de diez años en Europa, en donde practicó la sodomía, consumió cocaína y era asiduo visitante de los burdeles.
Teddy buscaba encajar en esta Lima a la que ya no reconocía. Frecuentaba un círculo de amigos y amigas con quienes iba a los clubes, jugaba tenis y asistía a los almuerzos, cenas y fiestas del momento que se retrataban en las páginas sociales de los diarios y revistas. Todo parecía marchar bien hasta que se convierte en el amante de un hombre mayor mientras estaba en una relación con Bati. Teddy es, en suma, el símbolo de la doble vida del limeño homosexual de clase alta, en donde se perdona el pecado, pero no el escándalo.